# Бекет (Ородел, Долж)
Бекет (рум. Bechet) — село у повіті Долж в Румунії. Входить до складу комуни Ородел.
Село розташоване на відстані 223 км на захід від Бухареста, 41 км на захід від Крайови.

## Населення
За даними перепису населення 2002 року у селі проживала 141 особа, усі — румуни. Усі жителі села рідною мовою назвали румунську.